# 龔懷主
龔懷主（Robin Kung，1958年9月17日—），臺灣台北市人 ，汽車運動節目主持人，超過20年的一級方程式賽車轉播生涯，為台灣與華人地區知名的F1一級方程式賽車主播。

## 生平介紹
中華民國台灣台北人，16歲就讀台北美國學校期間，就已經是學生搖滾樂團Roller Coaster主唱，該團體在當年小有名氣，曾經在美援時期在美軍俱樂部例行演出，18歲即被華視音樂節目主持人看好實力，成為節目經常表演的團體之一，Roller Coaster在龔懷主當兵之後，主唱由庾澄慶接替。
退伍後龔懷主與胞弟負笈美國，主修計算機科學，在美國就對賽車運動產生濃厚興趣，利用周末使用一輛1969年的雪佛蘭Camaro參加北加州Fremont賽道的汽車直線加速賽，在此也為他埋下日後賽車運動主持的伏筆。
1985年返台後，仍舊在音樂圈活躍，接受哥倫比亞唱片的邀約，負責Artist and Repertoires(A&R)的工作，而同時間龔懷主也在中國廣播公司開了自己的第一個音樂廣播節目《夜貓子》，自此成為重金屬搖滾等類型音樂的指標節目，自此奠定了音樂主持的地位，日後再中廣陸續還有《直到天明》、《搖滾精神》等節目以外，1989年也曾經製作過電視音樂節目《搖滾貓》。
1989年首次在台視主持賽車節目《旋風大賽車》，之後也在華視開設《飛越地平線》等電視節目，最大轉變在1993年受到星空衛視的邀約，從1994年起開始播報一級方程式賽車的年度型賽季播報，後來頻道易主至ESPN STAR Sports，雖然仍舊繼續轉播一級方程式賽車，期間長達20年直到2011年才結束電視播報生涯，改為自製網路媒體《羅賓車談》迄今。2024年4月開始，受愛爾達電視的邀請，以特別嘉賓的身份與大女兒 Kiki 龔葳宜，和電視台主播們帶來一級方程式賽車賽事解說。

## 作品
廣播節目：
- 1987-1992 中廣青春網 《夜貓子》
- 1988 中廣《直到天明》、《搖滾精神》等節目。
- 1991 高雄電台主持《音樂廚房》
- 1991 台北廣播電台《音樂派對》。
- 1998 台中全國電台主持《今晚有夠High》

電視節目：
- 1989 台視《旋風大賽車》
- 1989 台視《搖滾貓》
- 1992 華視《飛越地平線》
- 1995 星空衛視音樂台製作主持《U-Rock》

網路節目：
- 2010-迄今 《羅賓車談》
- 2018-迄今 Yahoo奇摩汽車機車頻道《汽車一起試》、《羅賓頭殼秀》

## 社會運動
高速公路電子收費系統 (臺灣)由高速公路局以民間興建營運後轉移模式（BOT模式）委託遠通電收建置與維護，建置初期徐旭東接受媒體訪問時表示：「民眾若嫌OBU太貴，那就不要買嘛！」，隨即引發許多民怨，到了2014年國道計程收費上路狀況不斷，民眾投訴eTag車輛遭雙向扣款、重複扣款、幽靈扣款等狀況，讓龔懷主憤而從旅居地新加坡回到台灣，組成「反eTag復仇者聯盟」，集結賽車和轎車在凱達格蘭大道陳情抗議，龔懷主並表示這是人民的維權自覺，並揚言政府沒有後續作為的話，一旦影響民眾使用高速公路的用路權，他將會集結汽車龜速行進高速公路。經過這次事件之後，由行政院交通部介入協調後，才改善各方使用ETC的民怨。

## 相關連結
- 羅賓車談 （页面存档备份，存于）官方網站
- 龔懷主（羅賓）Robin Kung （页面存档备份，存于）FACEBOOK臉書專頁
- F1主播龔懷主羅賓的微博 （页面存档备份，存于）新浪微博